# Saint-Georges-sur-Eure
Saint-Georges-sur-Eure és un municipi francès, situat al departament de l'Eure i Loir i a la regió de Centre – Vall del Loira. L'any 2007 tenia 2.514 habitants.

## Demografia

### Població
El 2007 la població de fet de Saint-Georges-sur-Eure era de 2.514 persones. Hi havia 953 famílies, de les quals 164 eren unipersonals (86 homes vivint sols i 78 dones vivint soles), 360 parelles sense fills, 373 parelles amb fills i 56 famílies monoparentals amb fills.
La població ha evolucionat segons el següent gràfic:
Habitants censats

### Habitatges
El 2007 hi havia 1.047 habitatges, 968 eren l'habitatge principal de la família, 41 eren segones residències i 38 estaven desocupats. 1.009 eren cases i 29 eren apartaments. Dels 968 habitatges principals, 814 estaven ocupats pels seus propietaris, 139 estaven llogats i ocupats pels llogaters i 15 estaven cedits a títol gratuït; 7 tenien una cambra, 27 en tenien dues, 127 en tenien tres, 271 en tenien quatre i 536 en tenien cinc o més. 757 habitatges disposaven pel capbaix d'una plaça de pàrquing. A 382 habitatges hi havia un automòbil i a 511 n'hi havia dos o més.

### Piràmide de població
La piràmide de població per edats i sexe el 2009 era:
| Homes | Edats   | Dones |
| ----- | ------- | ----- |
| 0     | 95 o +  | 4     |
| 0     | 90 a 94 | 4     |
| 12    | 85 a 89 | 8     |
| 16    | 80 a 84 | 20    |
| 12    | 75 a 79 | 32    |
| 44    | 70 a 74 | 52    |
| 56    | 65 a 69 | 28    |
| 76    | 60 a 64 | 32    |
| 72    | 55 a 59 | 80    |
| 76    | 50 a 54 | 136   |
| 92    | 45 a 49 | 88    |
| 104   | 40 a 44 | 84    |
| 120   | 35 a 39 | 100   |
| 100   | 30 a 34 | 100   |
| 60    | 25 a 29 | 64    |
| 44    | 20 a 24 | 44    |
| 72    | 15 a 19 | 84    |
| 84    | 10 a 14 | 112   |
| 104   | 5 a 9   | 124   |
| 56    | 0 a 4   | 36    |

## Economia
El 2007 la població en edat de treballar era de 1.625 persones, 1.226 eren actives i 399 eren inactives. De les 1.226 persones actives 1.166 estaven ocupades (592 homes i 574 dones) i 61 estaven aturades (32 homes i 29 dones). De les 399 persones inactives 164 estaven jubilades, 142 estaven estudiant i 93 estaven classificades com a «altres inactius».

### Ingressos
El 2009 a Saint-Georges-sur-Eure hi havia 983 unitats fiscals que integraven 2.568 persones, la mediana anual d'ingressos fiscals per persona era de 20.958 €.

### Activitats econòmiques
Dels 108 establiments que hi havia el 2007, 3 eren d'empreses extractives, 4 d'empreses alimentàries, 1 d'una empresa de fabricació de material elèctric, 11 d'empreses de fabricació d'altres productes industrials, 14 d'empreses de construcció, 28 d'empreses de comerç i reparació d'automòbils, 7 d'empreses de transport, 2 d'empreses d'hostatgeria i restauració, 1 d'una empresa d'informació i comunicació, 3 d'empreses financeres, 2 d'empreses immobiliàries, 7 d'empreses de serveis, 15 d'entitats de l'administració pública i 10 d'empreses classificades com a «altres activitats de serveis».
Dels 27 establiments de servei als particulars que hi havia el 2009, 1 era una oficina de correu, 1 una oficina bancària, 4 tallers de reparació d'automòbils i de material agrícola, 1 autoescola, 1 paleta, 3 guixaires pintors, 4 fusteries, 1 lampisteria, 2 electricistes, 1 empresa de construcció, 3 perruqueries, 2 restaurants, 1 agència immobiliària i 2 salons de bellesa.
Dels 10 establiments comercials que hi havia el 2009, 1 era un hipermercat, 2 botiges de menys de 120 m², 2 fleques, 2 carnisseries, 1 una peixateria, 1 una llibreria i 1 una joieria.
L'any 2000 a Saint-Georges-sur-Eure hi havia 12 explotacions agrícoles.

## Equipaments sanitaris i escolars
L'únic equipament sanitari que hi havia el 2009 era una farmàcia.
El 2009 hi havia 1 escola maternal i 1 escola elemental.

## Poblacions més properes
El següent diagrama mostra les poblacions més properes.